# Stekelhaar

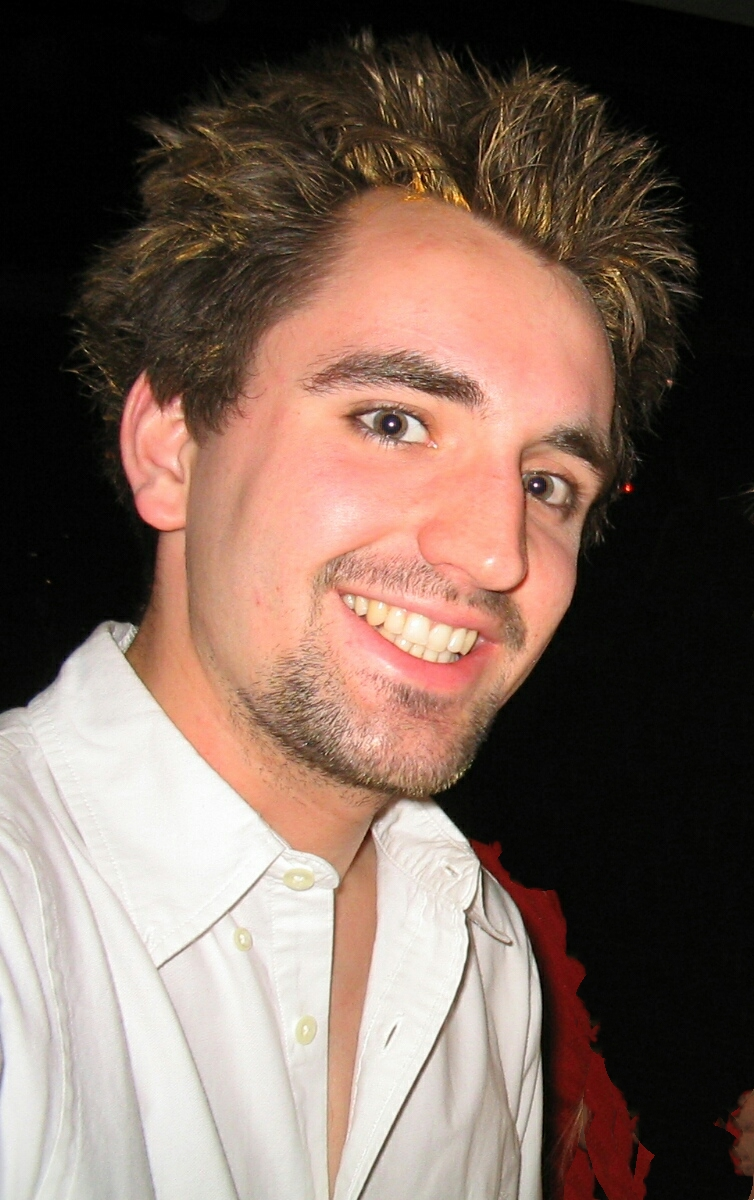
Stekelhaar

Stekelhaar of stekeltjes is een haardracht waarbij het haar omhoog gebracht is en in die stand gehouden wordt door gel of haarlak, waardoor er een stekelig effect ontstaat.
Stekelhaar wordt vooral door mannen en jongens gedragen. Het werd populair bij een grotere groep vanaf midden jaren tachtig van de twintigste eeuw.